# Livelli di grigio
Le immagini a livelli di grigio, anche dette a scala di grigi, grayscale o greyscale, sono immagini digitali raster in bianco e nero costituite da una gamma di grigi (in genere da 4 a 256 livelli o toni) che vanno dal bianco al nero.
Il valore di ogni pixel dell'immagine rappresenta solamente una certa quantità di luce; l'unica informazione contenuta nel pixel è pertanto l'intensità luminosa.
Alcuni programmi di grafica permettono di convertire una fotografia a colori in livelli di grigio.

## Scala di grigi canali come singole immagini a colori multicanale
Le immagini a colori sono spesso costruite su diversi canali di colore sovrapposti, ciascuno di loro che rappresa i livelli di valore del canale specificato. Ad esempio, le immagini RGB sono composte da tre canali indipendenti per il rosso, verde e blu, i colori primari, le immagini CMYK hanno quattro canali per ciano, magenta, giallo e nero, ecc...
Ecco un esempio di suddivisione di un canale di colore l'immagine a colori RGB. La colonna a sinistra mostra i canali di colore separati nei colori naturali, mentre a destra si trovano le immagini in scala di grigio equivalenti:

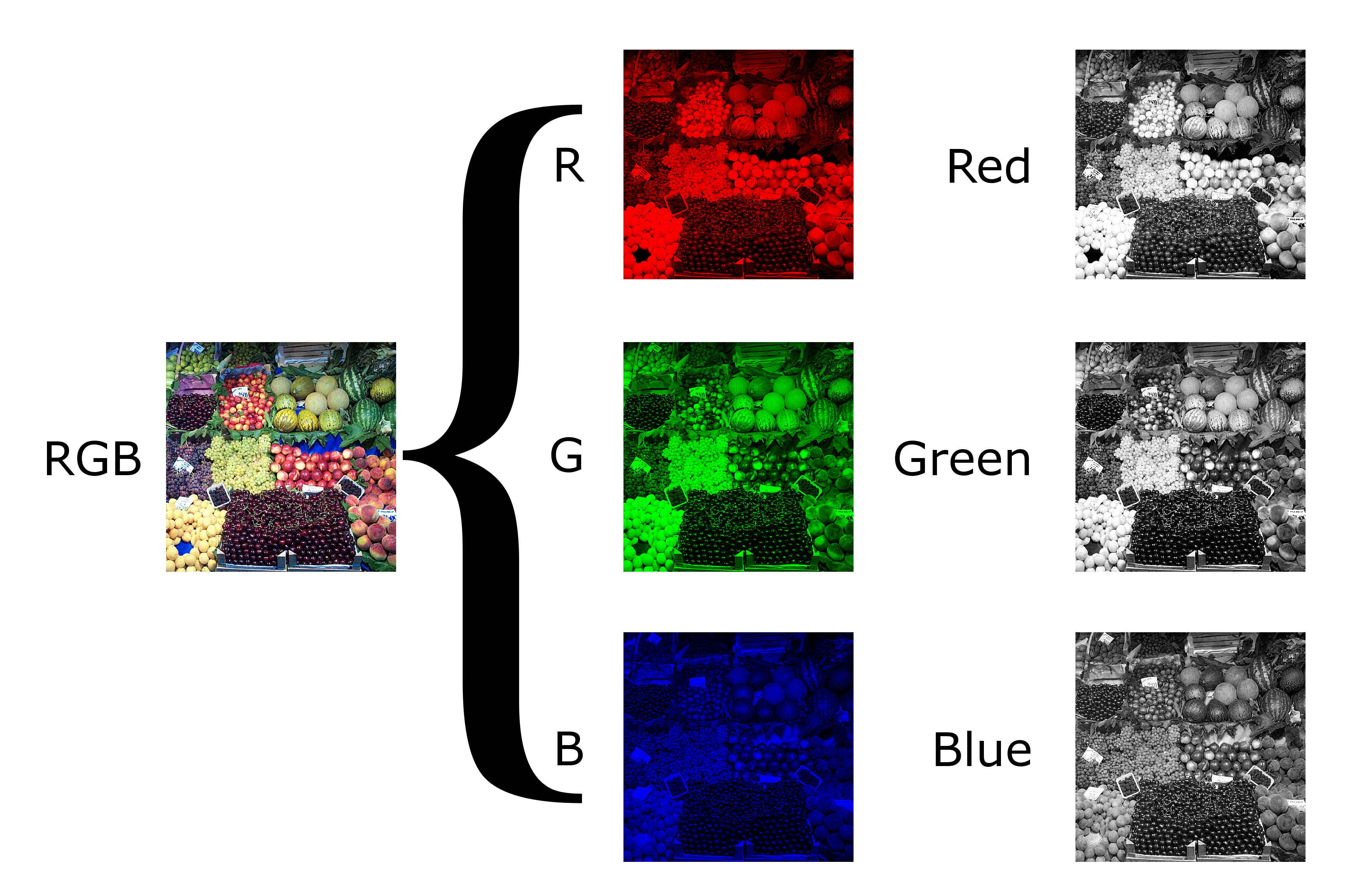
Esempio di scomposizione di un'immagine a colori RGB in tre immagini a livelli di grigio

Il contrario è anche possibile: costruire un'immagine a colori fondendo le tre immagini a livelli di grigio. L'alterazione dei canali, utilizzando offset, rotazione e altre manipolazioni, è possibile ottenere effetti artistici anziché riproduzione accurata dell'immagine originale.